# The Fast Show
The Fast Show was een Britse sketchshow die ook buiten het Verenigd Koninkrijk zeer populair werd. De naam zegt het zelf, het is een programma waar de sketches elkaar zeer snel opvolgen. De show won onder meer 2 BAFTA's. Een recenter programma dat ongeveer dezelfde structuur hanteert en daarom weleens als 'opvolger' van The Fast Show wordt gezien, is Little Britain.
Typisch aan de reeks is dat alle sketches altijd met een voor die sketch specifieke pointe eindigen die iedere show dezelfde is.

## De acteurs
- Simon Day
- Charlie Higson
- Paul Whitehouse
- Mark Williams
- John Thomson
- Arabella Weir
- Caroline Aherne

## Enkele personages en sketches
- Ed Winchester (presentator die zelden meer zegt dan Hi, I'm Ed Winchester)
- Ted & Ralph (een baron met een zwak voor zijn klusjesman Ted)
- Carl Hooper (presentator van het Australische That's Amazing)
- Unlucky Alf (oudere man, alles zit hem tegen. Bugger is zijn bekendste uitspraak)
- Competitive Dad (doet er alles aan om zijn zoontje in alles te verslaan)
- Arthur Atkinson (stand-upcomedian van lang geleden. How queer! Where's me washboard?)
- Dave Angel (Eco-Warrior)
- The Off-roaders (Simon Bush en Lindsay Mottram)
- Bob Fleming (hoestende presentator van programma's over het buitenleven)
- Chanel 9 (een parodie op Zuid-Europese tv-programma's. Bono Estente, Boutros Boutros Ghali!)
- Ron Manager (voetbalcriticus met vreemde hersenkronkels over small boys in the park, jumpers for goal posts. Marvellous!)
- John Actor (speelt allerhande Monkfishen in een gloednieuwe dramareeks op de BBC)
- Rowley Birkin QC (een onverstaanbare alcoholieker die altijd eindigt met I'm afraid I was very, very drunk)
- Archie (de saaie caféganger, die elk beroep al heeft uitgevoerd)
- Billy Bleach (de caféganger die alles beter wil weten)
- Swiss Toni (een autoverkoper die alles weet van vrouwen behagen en alles vergelijkt met making love to a beautiful woman)
- Louis Balfour (presentator van Jazz-club, die alles nice vindt)
- Ken & Kenneth (verkopen mannenkledij en zeggen Wooh! Suit you, sir!)
- Johnny Nice Painter (wordt hysterisch als het woord Black valt)
- Patrick Nice (vindt alles wat hij meemaakt Nice, zoals de originele versie van de Bijbel vinden)
- Colin Hunt (de 'grappige' kantoorcollega die door niemand grappig gevonden wordt)
- Jesse (die steeds vertelt wat hij deze week vooral gegeten heeft. Cheese & Peas)
- 13th Duke of Wymbourne (komt 's nachts op de meest ondenkbare plaatsen waar vrouwen aanwezig zijn)
- Checkout Girl (kassierster die op al je aankopen commentaar geeft)
- Chris Jackson (The Crafty Cockney, steelt alles, tot politiewagens toe)
- Janine Carr (tienermoeder met een unieke kijk op de wereld)
- Roy and Renée (koppel waar de man nogal onder de sloef ligt)

Daarnaast zijn er ook nog heel wat personages die veel terugkomen, maar geen naam dragen. Zij zijn bekend door hun catchphrases.
- "You ain't seen me, right?
- "Does my bum look big in this?" (ook bekend als insecure woman)
- "Does anyone fancy a pint?" (bijvoorbeeld tijdens een AA-meeting)
- "I'll get me coat."
- "We're from the Isle of Man! Yes! Yes! Yes!"
- "Sorry, I've just cum."
- "Brilliant!" (van een tiener die werkelijk alles brilliant vindt)
- "Hellooeu, we're Cockneys !" (een echtpaar dat overduidelijk geen Cockney's zijn)

## Beroemde fans
- Johnny Depp, die in The Last Fast Show mocht komen opdraven bij Ken & Kenneth.